# Santuario della Madonna della Rocchetta (Airuno)
Il santuario della Madonna della Rocchetta, ufficialmente santuario dell'Addolorata, è una chiesa dedicata al culto cattolico mariano e si eleva su una collina, un'altura boschiva in pietra calcarea a 366 m.s.l.m., a nord del centro abitato di Airuno.

## Storia
Il nucleo originario del santuario era costituito da una chiesetta posta entro le mura di una rocca fortificata. Probabilmente costruita dalla famiglia dei capitani di Airuno nel XIV secolo, la chiesa fu ampliata in forme tardo gotiche in epoca sforzesca. Bisogna tuttavia risalire al 1558 per avere la prima notizia documentata dell’esistenza della chiesetta. La visita di San Carlo Borromeo nel 1571 riporta che la chiesa di Santa Maria della Pace o della Rocca, era posta dentro le mura del castello e che fu restaurata e forse ampliata in seguito all'abbattimento di un'altra chiesetta, molto vecchia e malconcia, dedicata a San Michele. Nel corso dei secoli XVI e XVII, il particolare contesto storico-sociale in cui la Brianza e l’intero Milanese vennero a trovarsi, segnato da guerre, carestie e pestilenze, abbia dato il via al restauro e all’abbellimento della chiesa. Il Santuario mantenne la dedicazione a Santa Maria della Pace o della Rocca fino alla metà del XVIII secolo, quando nel 1748 assunse la denominazione attuale di Santuario dell'Addolorata, pur mantenendo a livello popolare il nome santuario della Madonna della Rocchetta.
Lungo il corso del fiume Adda c'era una forte presenza di roccaforti e castelli che fungevano da postazioni difensive sia sulla sponda lecchese che su quella bergamasca, come la rocchetta, infatti era un luogo importantissimo per i signori di Milano, un motivo per il quale è quasi praticamente certo che il duca Ludovico il Moro inviò Leonardo da Vinci sul luogo con l'obiettivo di rafforzare ed ampliare le mura difensive della struttura, progetto che però non fu mai realizzato. Leonardo da Vinci conosceva molto bene la rocchetta, questo fatto è testimoniato dal disegno 12398 conservato nel codice della Royal Collection, in cui egli raffigura la valle dell'Adda a sud del santuario.

## Descrizione

### Esterno
Sul lato sinistro della chiesa vi è una loggetta rettangolare da cui si domina il corso dell'Adda, con archi sostenuti da colonne seicentesche, mentre verso sud una porta introduce in un antico cortiletto, su cui spicca un grazioso pozzo datato 1729. Al Santuario della Rocca si accede da una agevole strada, recentemente acciottolata, che parte dal retro della parrocchiale; a circa metà percorso, si trova la prima di sette cappelle di origine settecentesche, con affreschi che raffigurano i misteri della passione. Nel 1923 fu realizzata la scala santa, costituita da 130 gradini, che porta direttamente davanti alla facciata della chiesa.

### Interno
L'edificio all'interno si presenta come un'ampia cappella con volta a crociera; l'altare, con paliotto, datato 16 agosto 1709, poggia contro la parete sulla quale è rappresentata una pietà di autore ignoto, presumibilmente un pittore sforzesco del decennio dell'ultimo decennio del XV secolo e oggetto di devozione popolare. Sulla parete a nord si possono ammirare due grandi tele d'autori ignoti: la prima, datata 1607, rappresenta San Giacomo di Compostela, mentre la seconda ritrae il ritrovamento della Croce da parte dall'Imperatrice Flavia Giulia Elena. Sopra la porta dell'ingresso si trova la cantoria di legno, con un antico organo a dodici registri che funziona con mantice a mano, donato al santuario dalla famiglia Barbarossa di Monza nel 1862.
All’interno il Santuario presentava dipinti e affreschi raffiguranti Maria, i santi e Cristo, ora quasi interamente perduti. L’unico affresco rimasto di epoca sforzesca, si trova sulla parete di fondo del presbiterio. Si tratta di un Compianto di Cristo fra santi e un orante: Maria tiene in grembo il corpo morto di Gesù; ai lati sono riconoscibili, a sinistra, San Giovanni e San Cristoforo, a destra, la Maddalena, San Rocco ed un religioso orante, domenicano.